# Basalys abrupta
Basalys abrupta är en stekelart som beskrevs av Thomson 1858. Basalys abrupta ingår i släktet Basalys, och familjen hyllhornsteklar. Arten är reproducerande i Sverige.